# Anna Waser
Anna Waser (Zurigo, 16 ottobre 1678 – 20 settembre 1714) è stata una pittrice svizzera.

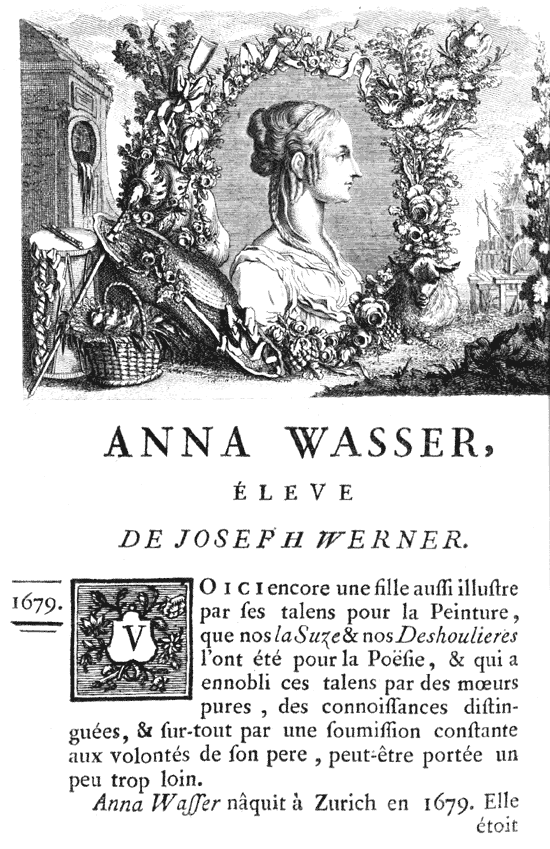
Ritratto di Anne Wasser nella parte IV della serie 4 di Jean-Baptiste Descamps, "La vie des peintres flamands, allemands et hollandois", 1764

Secondo Jean-Baptiste Descamps nacque a Zurigo e divenne una beniamina di Joseph Werner mentre per il Rijksbureau voor Kunsthistorische Documentatie era nata un anno prima e fu incisore e pittrice di miniature.
Nel 1998 il lavoro di Anna Waser è stato premiato con il Gesellschaft zu Fraumünster.